# Alzira (kommunhuvudort)
Alzira är en kommunhuvudort i Spanien.   Den ligger i provinsen Província de València och regionen Valencia, i den östra delen av landet, 300 km sydost om huvudstaden Madrid. Alzira ligger 26 meter över havet och antalet invånare är 44 690.
Terrängen runt Alzira är platt åt nordväst, men åt sydost är den kuperad.Runt Alzira är det ganska tätbefolkat, med 179 invånare per kvadratkilometer. Alzira är det största samhället i trakten. 